# Tradizione nel Nuovo Testamento
Il concetto di tradizione compare nel Nuovo Testamento nelle lettere paoline nei seguenti testi:
"Così dunque, fratelli, state saldi e ritenete gli insegnamenti che vi abbiamo trasmessi sia con la parola, sia con una nostra lettera (...) Fratelli, vi ordiniamo nel nome del nostro Signore Gesù Cristo che vi ritiriate da ogni fratello che si comporta disordinatamente e non secondo l'insegnamento che avete ricevuto da noi" (2 Tessalonicesi 2:15; 3:6). Qui il termine "tradizione" è tradotto con: "insegnamenti trasmessi" o "insegnamento ricevuto", cioè le specifiche istruzioni degli Apostoli di Cristo come sono state registrate nelle Sacre Scritture ispirate. Equivale a Tradizione apostolica.
"Guardate che nessuno faccia di voi sua preda con la filosofia e con vani raggiri secondo la tradizione degli uomini e gli elementi del mondo e non secondo Cristo" (Colossesi 2:8); "...e non diano retta a favole giudaiche né a comandamenti di uomini che voltano le spalle alla verità" (Tito 1:14). Per "tradizione" qui si intende una dottrina, dei sentimenti o delle usanze che non possono essere desunte dalla Bibbia, ma sono state trasmesse oralmente di generazione in generazione da un'autorità che si presume ispirata. Secondo gli apostoli, queste tradizioni per essere considerate valide, devono potersi dimostrare in armonia con quanto trasmesso autorevolmente dagli apostoli e registrato per noi nel Nuovo Testamento. Lo stesso atteggiamento era tenuto dai profeti veterotestamentari, ad esempio: "Alla legge! Alla testimonianza!» Se il popolo non parla così, non vi sarà per lui nessuna aurora!" (Isaia 8:20).

## La tradizione nel cattolicesimo
La Chiesa cattolica romana ritiene che la rivelazione pubblica del messaggio cristiano si sia conclusa con la morte dell'ultimo degli Apostoli. Tuttavia alla Sacra Scrittura affianca la "tradizione", intesa come dottrina, sentimenti o usanze che non possono essere desunte dalla Bibbia, ma che sono state trasmesse oralmente di generazione in generazione da un'autorità che si presume ispirata. Questa tradizione, per essere considerata valida, deve essere in armonia con quanto trasmesso autorevolmente dagli apostoli e registrato nel Nuovo Testamento. In sostanza l'idea di una subordinazione esclusiva alla parola della Scrittura è estranea già ai Padri della Chiesa, per i quali la Tradizione viva era considerata l'ambiente vitale entro il quale leggere le stesse Sacre Scritture (regula fidei).